# Katalin

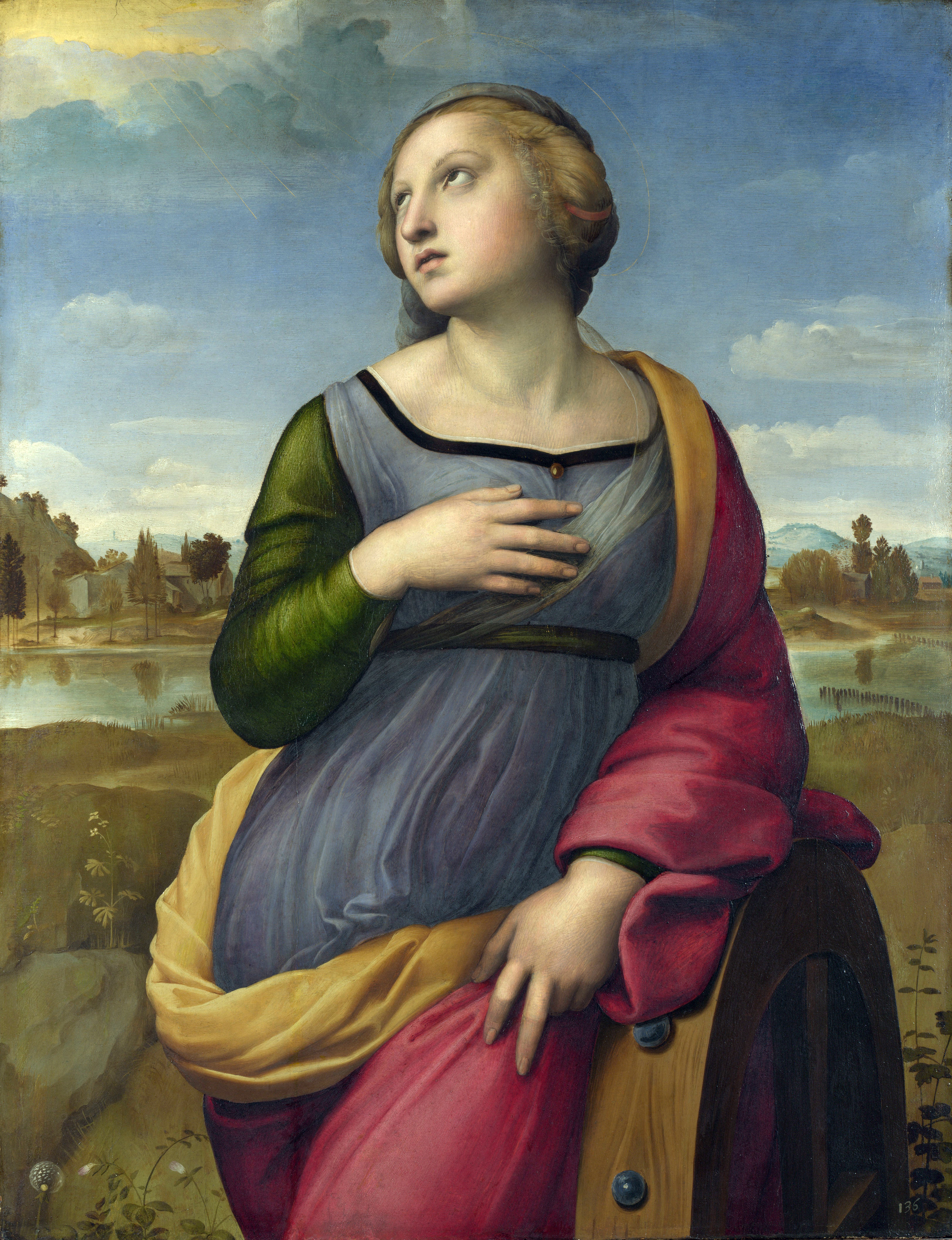
Alexandriai Szent Katalin
(Raffaello műve, 1507)

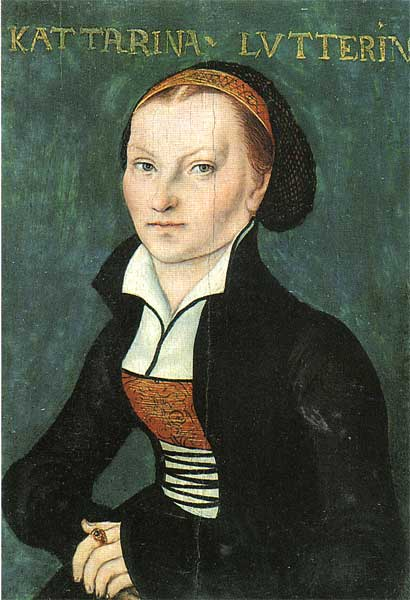
Bóra Katalin arcképe
(id. Lucas Cranach műve, 1526)

A Katalin görög eredetű női név, a görög Αικατερίνη (Aikateriné) név magyar változata. Jelentése nem egyértelmű: elterjedt nézetek szerint a görög καθαρός (katharosz) szóból származik, amelynek jelentése: „(mindig) tiszta”. Mások szerint a görög Αεικαθερινα (Aeikatherina) névből ered, melynek jelentése: „nyilazó”, „biztosan célzó”. A magyarba feltehetően a német Katharina vagy a latin Catharina forma közvetítésével került.

## Rokon nevek
- Karen:[1] a Katalin dán alakváltozata[3]
- Karin:[1] a Katalin dán, svéd, norvég alakja[3]
- Kata:[1] a Katalin magyar becenevéből önállósult anyakönyvelhető névvé.[4]
- Katarina:[1] a Katalin latin, német, svéd, holland alakváltozata[5]
- Katerina:[1] A Katalin cseh (Kateřina), szlovák (Katarína) és orosz (Катилина ejtsd: Katyilina) változata
- Kati, a Katalin beceneve[1]
- Katica:[1] a Katalin magyar beceneve[5]
- Katinka:[1] a Katalin magyar beceneve[5]
- Kató:[1] a Katalin magyar beceneve[5]
- Katrin:[1] a Katalin német formájának a rövidülése[5]
- Kitti:[1] a Katalin angol becenevéből önállósult[6]
- Ekaterina:[1] az eredetihez közelebb álló alak

## Gyakorisága
Magyarországon a Katalin az Árpád-kor, illetve a keresztes háborúk óta a legkedveltebb nevek közé tartozik.
Az 1990-es években a Katalin és a Kitti igen gyakori, a Kata, Katinka ritka, a Katarina, Katica igen ritka, a Karen, Karin, Kató, és a Katrin szórványos név volt, a Kati és a Katerina nem volt anyakönyvezhető. A 2000-es években a Katalin az 54–69., a Kata a 33–37., a Kitti a 20–33. leggyakoribb női név, a többi nem szerepel az első százban.

## Névnapok
Katalin, Katarina, Katica, Katinka, Kató, Katrin:
- február 13.[2]
- március 9.[2]
- március 22.[2]
- március 24.[2]
- április 29.[2]
- április 30.[2]
- május 9.[2]
- szeptember 15.[2]
- november 25.[2]
- december 31.[2]

Karen, Karin:
- március 24.[3]
- november 7.[3]
- november 25.[3]

Kata
- február 2.[4]
- április 29.[4]
- november 25.[4]

Kitti
- április 30.[6]
- november 25.[6]
- december 31.[6]

## Más nyelvű megfelelői
- angol: Katharine, Katherine, Catherine, Kathleen, Kathryn, Katrin, Katrina, Kate, Katie
- arab: Katrín (كاترين)
- bolgár, orosz: Jekatyerina (Екатерина)
- cseh: Kateřina
- dán: Katharina – lásd még: Karina
- finn: Katariina, Katarina – lásd még: Karina
- francia: Catherine
- görög: Ekateríni (Αικατερίνη), Katerina
- grúz: Ketevan (ქეთევან), Ekaterine (ეკატერინე)
- holland: Catharina, Katrijn, Katelijne
- horvát, szerb: Katarina
- ír: Caitlín
- izlandi: Katrín
- latin: Catharina
- lengyel: Katarzyna, Karina
- német: Katharina
- olasz: Caterina
- orosz: Екатерина [Jekatyerina]
- norvég, svéd: Katarina – lásd még: Karina
- portugál: Catarina
- román:[10] Ecaterina, Cătălina
- spanyol: Catalina
- szlovák: Katarína
- ukrán: Katerina (Катерина)

## Híres névviselők
- „Katalin” utónevű személyek szócikkeinek listája a Wikidata alapján
- „Katarina” utónevű személyek szócikkeinek listája a Wikidata alapján
- „Kati” utónevű személyek szócikkeinek listája a Wikidata alapján
- „Katica” utónevű személyek szócikkeinek listája a Wikidata alapján
- „Katinka” utónevű személyek szócikkeinek listája a Wikidata alapján
- „Katrin” utónevű személyek szócikkeinek listája a Wikidata alapján
- „Caitlin” utónevű személyek szócikkeinek listája a Wikidata alapján
- „Catalina” utónevű személyek szócikkeinek listája a Wikidata alapján
- „Cătălina” utónevű személyek szócikkeinek listája a Wikidata alapján
- „Catarina” utónevű személyek szócikkeinek listája a Wikidata alapján
- „Catharina” utónevű személyek szócikkeinek listája a Wikidata alapján
- „Catherine” utónevű személyek szócikkeinek listája a Wikidata alapján
- „Cathy” utónevű személyek szócikkeinek listája a Wikidata alapján
- „Ecaterina” utónevű személyek szócikkeinek listája a Wikidata alapján
- „Jekatyerina (Екатерина)” utónevű személyek szócikkeinek listája a Wikidata alapján
- „Katarína” utónevű személyek szócikkeinek listája a Wikidata alapján
- „Katarzyna” utónevű személyek szócikkeinek listája a Wikidata alapján
- „Kate” utónevű személyek szócikkeinek listája a Wikidata alapján
- „Katerina” utónevű személyek szócikkeinek listája a Wikidata alapján
- „Kateřina” utónevű személyek szócikkeinek listája a Wikidata alapján
- „Katerína (Κατερίνα)” utónevű személyek szócikkeinek listája a Wikidata alapján
- „Katharina” utónevű személyek szócikkeinek listája a Wikidata alapján
- „Katharine” utónevű személyek szócikkeinek listája a Wikidata alapján
- „Katherine” utónevű személyek szócikkeinek listája a Wikidata alapján
- „Kathleen” utónevű személyek szócikkeinek listája a Wikidata alapján
- „Katie” utónevű személyek szócikkeinek listája a Wikidata alapján
- „Katrina” utónevű személyek szócikkeinek listája a Wikidata alapján
- „Ketevan” utónevű személyek szócikkeinek listája a Wikidata alapján

### Kitalált személyek
- Kati néni, a fertályos asszony
- Kató néni, Ihos József által megformált karakter a kabarékban